# Enfermedad cutánea
Una enfermedad cutánea es una enfermedad de la piel. El médico especializado en el diagnóstico y tratamiento de las enfermedades de la piel se llama dermatólogo. Las enfermedades de los anexos cutáneos (pelo, uñas, glándulas sebáceas y glándulas sudoríparas) son consideradas enfermedades cutáneas, ya que estas estructuras están íntimamente relacionadas con la piel. Los dermatólogos tratan también enfermedades de transmisión sexual como la sífilis, ya que estos procesos se manifiestan en la piel en muchas ocasiones, por este motivo la especialidad de dermatología se designa a veces como dermatología y venereología. Ningún otro órgano del cuerpo humano muestra un número tan alto de procesos morbosos como la piel.

## Etiología
Las enfermedades de la piel pueden deberse a muchas causas, en ocasiones existe una predisposición genética, por ejemplo en la psoriasis. Algunas enfermedades de la piel están producidas por infecciones por bacterias, virus u hongos. Las bacterias más frecuentemente implicadas son estafilococos y estreptococos. Otros agentes bacterianos que pueden originar infecciones cutáneas son: clostridium, micobacterias, corinebacterias, bacilos Gram (-) e infecciones polimicrobianas mixtas. En algunos procesos se desconoce el origen y se piensa que pueden deberse a alteraciones del  sistema inmunológico

## Cuadros clínicos

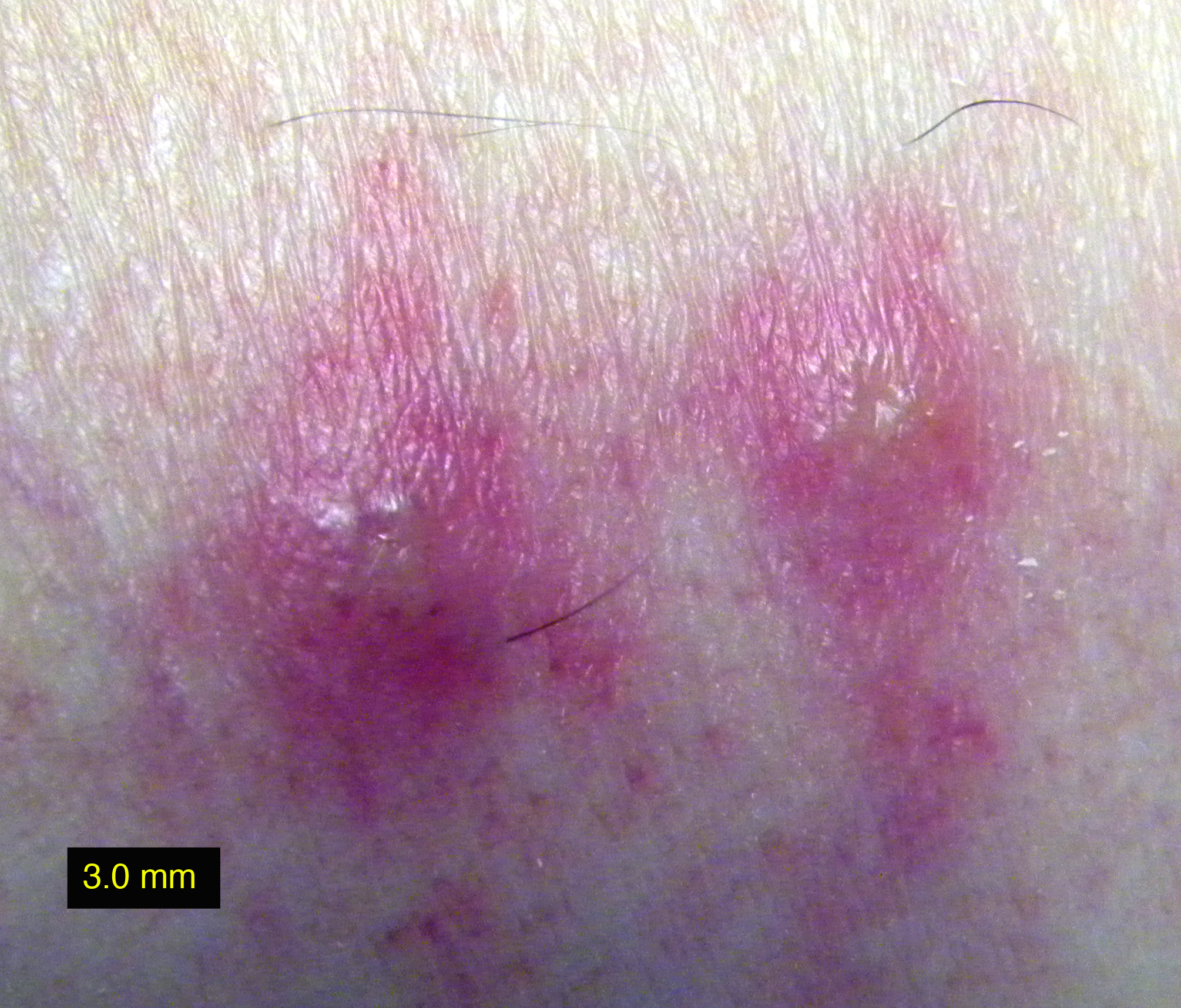

Las enfermedades de la piel abarcan un amplio espectro de manifestaciones, algunas son únicamente de importancia estética, pero en otros casos los síntomas afectan significativamente a la calidad de vida y provocan picor, dolor o complicaciones como infecciones secundarias o en el caso de la psoriasis deficiencia de ácido fólico y artritis psoriasica. Algunos procesos son potencialmente mortales, entre ellos la epidermólisis ampollosa que puede provocar sepsis o el melanoma que si no se trata en estadios tempranos tiene alta capacidad de diseminación a distancia (metástasis) que pone en peligro la vida del paciente.

## Diagnóstico
El proceso diagnóstico en dermatología se basa en la historia clínica y la observación detenida de la piel, detectando las lesiones elementales que existen y su patrón de distribución. Pueden utilizarse numerosos procedimientos auxiliares para confirmar el diagnóstico, entre ellos los siguientes:
- Luz de Wood. Útil en el diagnóstico de diferentes procesos, entre ellos la pitiriasis versicolor.
- Raspados. Las muestras obtenidas se visualizan al microscopio para detectar infecciones por hongos o escabiosis.
- Biopsia cutánea. Permite observar una muestra de las lesiones al microscopio.
- Prueba del parche. Cuando se sospecha dermatitis de contacto alérgica.

### Lesiones elementales
Las lesiones elementales se dividen en dos grupos: primarias y secundarias. Las primarias son los cambios que se producen  sobre piel sana y no están modificados por la evolución del proceso. Las lesiones elementales secundarias son aquellas lesiones cutáneas que se producen por la transformación de una lesión primaria, por ejemplo  el rascado de una vesícula que es la lesión primaria, puede provocar una excoriación que es la lesión secundaria.

Máculas.

Pápula y placa.

Nódulos: exofítico y endofítico.

Vesícula y ampolla.

Fisura, erosión y úlcera.

#### Primarias
- Mácula (mancha): es un cambio de color de la piel sin ningún cambio de consistencia. Caracterizada por ser una lesión plana, circunscrita e inconsistente debida a un cambio de coloración de la piel de tamaño y forma variable. Pueden ser tanto por hiperpigmentación (incremento del pigmento melanina en la piel) como por hipopigmentación (reducción de la pigmentación de la piel afectada).
- Pápula: lesión elevada, circunscrita, menor de 5 mm.; también de color, forma y tamaño variable. Puede originarse tanto en la epidermis como en la dermis. Un tipo de pápula dérmica es el habón (elevación producida por la histamina, plana, blanda, edematosa de color rojo pálido que va en la mayoría de los casos acompañado de un intenso picor) típico de la urticaria, se caracteriza por ser evanescente, es decir, generalmente dura menos de 48 horas.
- Placa: elevación en meseta que ocupa una superficie relativamente grande en comparación con su altura y que generalmente es resultado de la confluencia de varias pápulas.
- Nódulo: lesión redondeada, circunscrita, profunda y palpable.[5]
- Goma: lesión nodular granulomatosa.
- Tumor: lesión en forma de masa o nódulo grande que se produce por proliferación celular.
- Vesícula: elevación de la piel por colección de fluido (suero, sangre) en las diferentes capas de piel, de tamaño menor a 5 mm.
- Ampolla o flictena: similar a la vesícula, pero mayor a 5 mm.
- Pústula (espinilla, grano o barro): vesícula o ampolla llena de pus. Típica en el acné.
- Quiste: lesión en forma de cavidad cerrada por tejidos, con contenido líquido o semisólido, de consistencia elástica.
- Comedón (punto negro): tapón teñido oscuro (en la mayoría de los casos), que cierra la salida del canal de la glándula sebácea.
- Telangiectasia: es una Dilatación de los vasos sanguíneos superficiales hasta el punto de ser visibles en cualquier parte de la piel.
- Surco: es una depresión lineal o hendidura. Es típico de la sarna en la que aparecen líneas grisáceas y sinuosas de 1 a 15 mm de largo, que son el reflejo exterior de una galería excavada en la epidermis.

#### Secundarias
- Excoriación: excavación superficial por pérdida de epidermis, secundaria al rascado.
- Fisura o rágade: grieta lineal que afecta a epidermis y dermis superficial. Hay una separación estrecha, en forma de hendidura de todas las capas de la epidermis y dermis.
- Erosión o abrasión: lesión deprimida por pérdida de epidermis y dermis papilar.
- Úlcera: lesión deprimida por pérdida de epidermis, dermis y tejido celular subcutáneo, con destrucción profunda de tejido y en la curación deja una cicatriz.
- Fístula: trayecto anómalo que comunica la superficie cutánea con cavidad supurativa o éstas entre sí.
- Escama: placa en la piel, visible a ojo. Es por ejemplo la caspa del cuero cabelludo.
- Costra: depósito indurado y seco formado por desecación de exudados de la lesión cutánea previa, generalmente aparece en las heridas.
- Escara: depósito indurado que se forma por necrosis cutánea.
- Atrofia: pérdida de piel, caracterizada por la ausencia de vello, transparencia de vasos sanguíneos y plegamiento excesivo.
- Esclerosis o induración: área de induración de la piel que puede ser debida a proliferación colágena, infiltración celular o edema en dermis o tejido celular subcutáneo, y que se caracteriza por dificultad de plegamiento.
- Cicatriz: es tejido conjuntivo reformado, fibroso, como sustitución de una pérdida sustancial (importante) de piel.
- Liquenificación: engrosamiento de la piel causado por enfermedades crónicas cutáneas.
- Hiperqueratosis o callo: engrosamiento delimitado de la piel por acumulación de queratina en la epidermis, con el coadyuvante de endurecimiento y pérdida de pelo. Generalmente en respuesta a un estímulo que puede ser el roce o la fricción excesiva.
- Maceración: reblandecimiento y alteración de un tejido orgánico por acción del agua u otro líquido.
- Umbilicación: depresión de pequeño tamaño en el centro de una superficie o estructura anatómica o de una lesión cutánea elevada, como una pápula, vesícula, pústula, etc.

## Tratamiento
Se utilizan diferentes tipos de tratamiento que se pueden dividir en tópicos, sistémicos y quirúrgicos.
- Tópico. Muchas enfermedades de la piel se tratan mediante medicamentos de uso tópico, es decir sustancias que se aplican directamente sobre la piel. Los medicamentos de uso tópico son de diferentes tipos: soluciones, geles, cremas, pomadas, ungüentos y polvos. Todos ellos están constituidos por dos componentes: el principio activo y los excipientes. El principio activo es la sustancia que trata la enfermedad, mientras que el excipiente es el vehículo. El tipo de excipiente más conveniente depende del grado de inflamación, la localización de la lesión y el grado de absorción del principio activo que se precise.[6]
- Sistémico. Los tratamientos sistémicos se administran por vía oral en forma de comprimidos o por vía inyectable, por lo que la sustancia activa se distribuye por todo el organismo. En general se reservan para pacientes con síntomas severos que no responden a los tratamientos tópicos.[6]
- Quirúrgico. Determinadas lesiones no pueden curarse mediante tratamientos tópicos o sistémicos. En estos casos suele extirparse la lesíon mediante cirugía, por ejemplo en los procesos malignos que afectan a la piel, entre ellos el melanoma.[6] También se emplea para implantar injertos de piel como en el caso del tratamiento de quemaduras de tercer grado.